# Буш, Бенджамин Франклин
Бенджамин Франклин Буш (англ. Benjamin Franklin Bush, 21 декабря 1858 — 14 февраля 1937) — американский ботаник и орнитолог. Он был экспертом флоры округа Джексон, его долговременные исследования растительности сделали этот округ широко известным ботаническим регионом в США.

## Биография
Буш родился в Колумбусе, штат Индиана в 1858 году. В 1865 году переехал с матерью Генриеттой Буш в графство Джексон, штат Миссури, и эта местность осталась его домом до конца жизни. Впоследствии Генриетта Буш вышла замуж за Роберта Б. Тиндалл, флориста, который построил первую теплицу в Индепенденс, штат Миссури.
Буш, будучи ещё молодым человеком развил в себе любовь к миру природы, исследуя запад Миссури после Гражданской войны. В нескольких милях от его дома были прерии, густые леса, скалистые поляны, и небольшие ручьи, которые впадали в реку Миссури.
В 1886 году Сэмюэл Трэйси Миллс опубликовал «Flora of Missouri», который был первым каталогом растений в штате. Трейси использовал Буша исследования, как основной источник информации о растениях графства Джексон и окружающего региона.
В 1891—1892 годах Буш помогает собрать и подготовить образцы деревьев для представления лесного хозяйства Миссури на Мировой Колумбовской выставке в Чикаго. Он также был нанят ботаническим садом Миссури для сбора образцов в четырёх отдаленных округах Миссури: Кларке, Атчисоне, Макдональде и Данкине.
Вне Миссури он собирал образцы в Арканзасе, Оклахоме и Техасе для дендрария Арнольда Гарвардского Университета и ботанического сада в Миссури. Также он увлекся папоротникообразными и опубликовал первый список видов папоротника в Техасе.

## Наследие
Буш собрал и идентифицировал большое количество растений, которые были новыми для науки в XIX веке. Среди них Quercus arkansana, Hamamelis vernalis, Crataegus missouriensis, Callirhoe bushii, Fraxinus profunda и Echinacea paradoxa (пурпурная эхинацея Буша). Он также первым обнаружил лейтнерию в Миссури. Ранее она была обнаружена только во Флориде и Техасе.
В честь Буша названо несколько видов растений; видовые эпитеты в названиях этих растений — bushii.
На сайте Гербария Университета Северной Каролины сказано про Буша: «много тысяч хорошо подготовленных листов с растениями, собранных им, нашли свой путь в почти все гербарии мира, будут постоянным напоминанием о его работе; большое количество растений, неизвестных науке ранее, выявленные и описанные им, а также те, которые описаны другими и носят его имя, останутся ему памятником.».

## Избранные работы
- Flora of Jackson County (1882)
- Notes on a list of plants collected in Southeastern Missouri in 1893 (1894)
- The trees, shrubs and vines of Missouri (1895)
- The Lespedezas of Missouri (1902)
- The North American species of Chaerophyllum (1902)
- New plants from Missouri (1902)
- The Missouri Saxifrages (1909)
- The genus Euthamia in Missouri (1918)
- The Missouri Artemisias (1928)